# Capture the flag (sicurezza informatica)

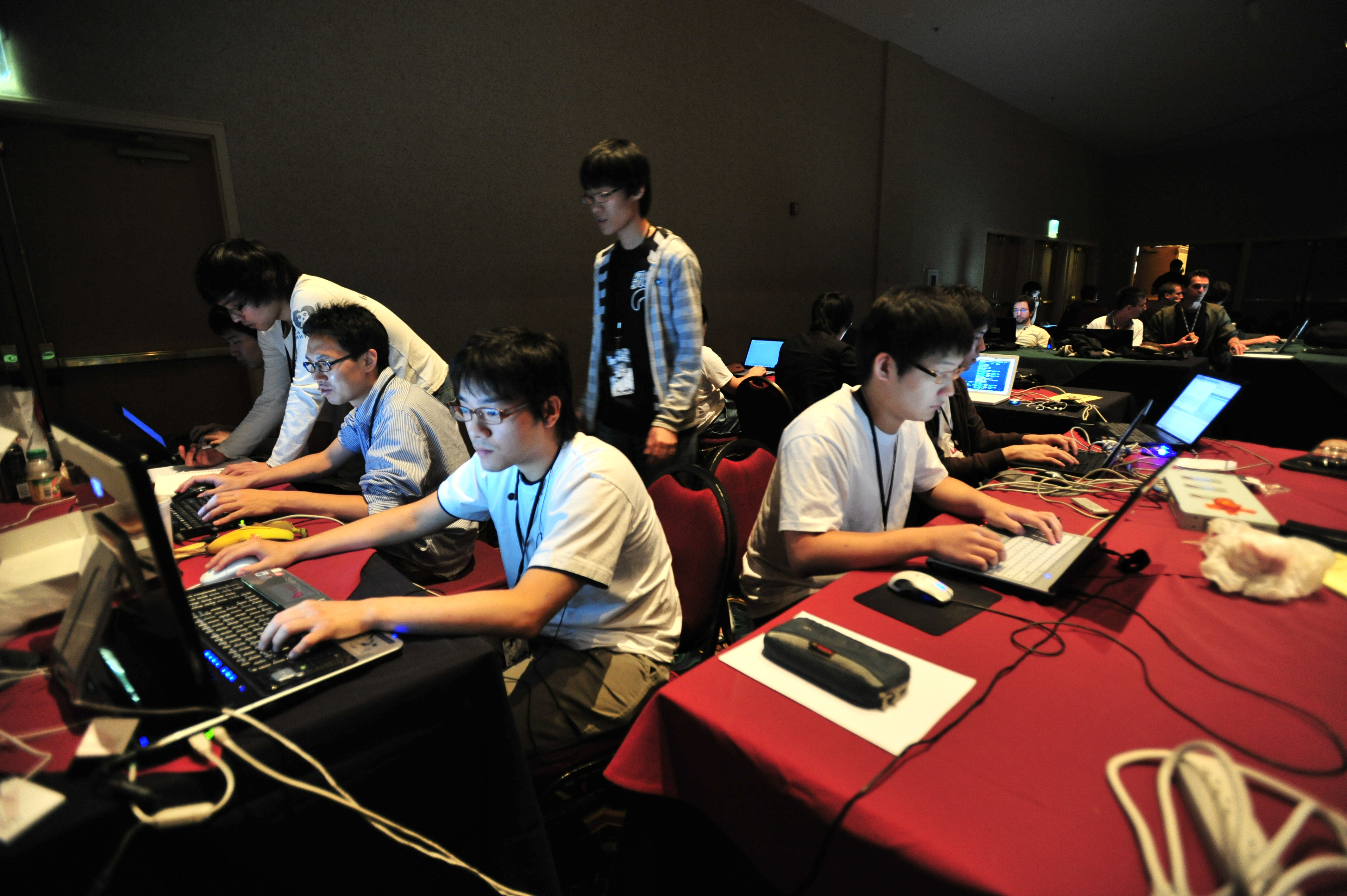
Una squadra che partecipa alla competizione CTF al DEF CON 17

Le Capture the Flag (spesso abbreviata in CTF) nella sicurezza informatica sono un tipo di competizione in cui i partecipanti tentano di trovare stringhe di testo, chiamate "flag", nascoste in programmi o siti web volutamente vulnerabili. Vi si partecipa sia per scopi competitivi che educativi. Nelle due varianti principali di CTF, i partecipanti rubano bandiere da altre squadre (CTF attacco/difesa) o dall'infrastruttura degli organizzatori (CTF Jeopardy). Le CTF miste comprendono entrambi gli stili. Le competizioni possono includere flag nascoste nei dispositivi hardware, possono essere organizzate sia online che fisicamente e possono andare da un livello facile ad uno più avanzato. Il nome deriva dallo sport all'aria aperta con lo stesso nome.

## Descrizione
Le Capture the Flag (CTF) sono competizioni di sicurezza informatica organizzate per testare e sviluppare le proprie competenze di sicurezza informatica. Sono nate nel 1996 al DEF CON, la più grande conferenza sulla sicurezza informatica degli Stati Uniti ospitata ogni anno a Las Vegas, Nevada. Le attività della conferenza si svolgono in un solo fine settimana, compresa la CTF. I due formati di CTF più popolari sono le Jeopardy e l'attacco/difesa. Entrambi i formati mettono alla prova le conoscenze dei partecipanti in materia di sicurezza informatica, ciò che cambia è il soggetto d'attacco. Nel formato Jeopardy, i team partecipanti devono completare il maggior numero di sfide (challenge) di varie categorie come crittografia, sicurezza web e reverse engineering. Nel formato attacco-difesa, le squadre partecipanti devono difendere i propri sistemi informatici vulnerabili ed attaccare quelli degli avversari.

## Risvolti didattici
Le CTF hanno dimostrato di essere un modo efficace per migliorare le competenze in sicurezza informatica attraverso la gamification . Esistono molti esempi di CTF progettate per insegnare competenze di sicurezza informatica a un'ampia varietà di pubblico, come la PicoCTF, organizzata dal Carnegie Mellon CyLab, rivolta agli studenti delle scuole superiori, e pwn.college, supportata dalla Arizona State University . Oltre ad essere eventi e metodi d'insegnamento verticali, le CTF hanno dimostrato di essere un modo molto efficace per accelerare l'apprendimento di concetti di sicurezza informatica nei percorsi di studio tradizionali. Le CTF sono state incluse nei corsi universitari di informatica nel corso "Introduzione alla sicurezza" presso la University of Southern California . Le CTF sono anche popolari nelle accademie militari. Sono spesso incluse come parte del curriculum per i corsi di sicurezza informatica, come l'esercitazione informatica organizzata dalla NSA che include l'organizzazione di una CTF tra le accademie di servizio degli Stati Uniti e le università militari.

## Competizioni

### Competizioni delle community
Ogni anno vengono organizzate dozzine di CTF. Molte di queste fanno parte di conferenze sulla sicurezza informatica come DEF CON, HITCON e BSides . La DEF CON CTF, una competizione attacco/difesa, è nota per essere una delle più antiche competizioni, tanto da venire rinominata "World Series", "Superbowl", e " Olimpiadi", di hacking dai media statunitensi. La NYU Tandon ha ospitato il Cybersecurity Awareness Worldwide (CSAW) CTF, una delle più grandi competizioni a ingresso libero per studenti appassionati di tutto il mondo.Nel 2021 oltre 1200 squadre hanno preso parte al turno di qualificazione.
Oltre alle CTF organizzate da conferenze, molti club e le stesse squadre organizzano competizioni CTF. Diverse squadre sono associate alle università della propria città, come il team Plaid Parliament of Pwning associato alla CMU, che organizza la PlaidCTF.

### Competizioni sostenute dai governi
Tra le competizioni governative troviamo la DARPA Cyber Grand Challenge e l'ENISA European Cybersecurity Challenge. Nel 2023, la competizione Hack-a-Sat CTF sponsorizzata dalla US Space Force includeva un satellite orbitale che i partecipanti potevano violare mentre questo era in orbita.

### Competizioni supportate dalle aziende
Aziende e altre organizzazioni possono utilizzare le CTF come per formare o valutare i dipendenti ed i processi aziendali. I vantaggi delle CTF sono simili a quelli dell'utilizzo delle CTF in un ambiente educativo. Oltre agli gare interne, alcune società come Google e Tencent ospitano concorsi CTF aperte anche al pubblico.

## Nella cultura popolare
- In Mr. Robot, i video di un turno di qualificazione della DEF CON CTF vengono mostrati nell'intro della stagione 3 "eps3.0_power-saver-mode.h"
- In The Undeclared War, una CTF appare nella scena iniziale della serie mentre viene utilizzata come esercizio di reclutamento dal GCHQ[23]
- Go Go Squid!, è una serie televisiva incentrata sugli allenamenti e le CTF.[24]